# Västra Götaland
Nota linguística: Não confundir grevskap (território governado por um conde) com län (subdivisão administrativa da Suécia).
O Condado da Västra Götaland (em sueco: Västra Götalands län;  ouça a pronúncia), raramente Condado de Gotalândia Ocidental, é um condado da Suécia, situado no sudoeste do país, junto à costa oeste, banhada pelos estreitos do Categate e do Escagerraque.

A Västra Götaland engloba fundamentalmente as províncias históricas da Bohuslän, Västergötland e Dalsland.

Com uma área de 23 800 km2, ocupa 5,8% da superfície total da Suécia. Tem uma população de cerca de 1 766 774 habitantes (2022), pelo que é o segundo condado mais povoado do país, contando com uns 17% da sua população total.                                                                                           A sua sede administrativa (residensstad) está na cidade de Gotemburgo e a sua assembleia regional (regionfullmäktige) em Vänersborg.

## Etimologia e uso
O nome geográfico Västra Götaland é composto pelas palavras västra ("ocidental") e Götaland ("terras dos Götar, povo habitante da região"). O nome étnico Götar deriva por sua vez do verbo gjuta ("derramar"), na acepcão "derramadores de sémen", isto é "homens".

Como nome de condado, Västra Götaland surge em 1998, quando o condado foi fundado.

Em textos em português costuma ser usada a forma original Västra Götaland, ocasionalmente transliterada para Vastra Gotaland, e muito raramente como Gotalândia Ocidental.

## História
O Condado da Västra Götaland foi fundado em 1998, com o nome de Västra Götalands län (Condado da Västra Götaland), através da fusão dos antigos condados de Gotemburgo e Bohuslän, Älvsborg e a maior parte de Skaraborg.

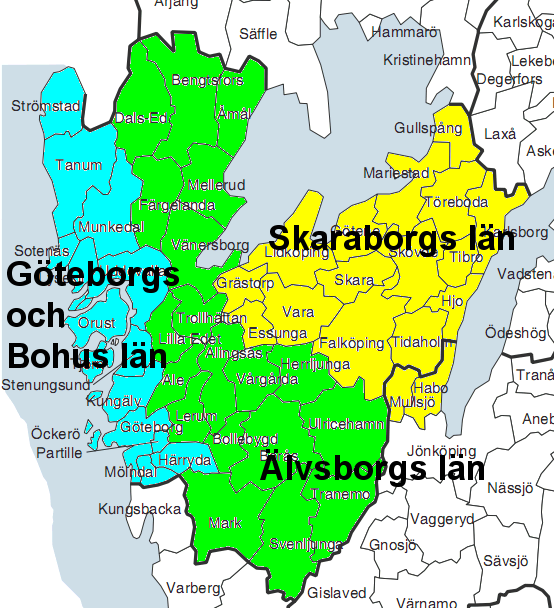
Os 3 antigos condados antecessores do Condado da Västra götaland

### O condado atual e as províncias históricas

O Condado da Västra Götaland
A Província histórica da Västergötland
A Província histórica da Bohuslän
A Província histórica da Dalsland

### Brasão
O seu brasão foi igualmente criado em 1998, aquando da sua fundação, e incorpora as quatro bases do condado atual: A cidade de Gotemburgo e as províncias históricas da Bohuslän, Dalsland e Västergötland. 

## Geografia

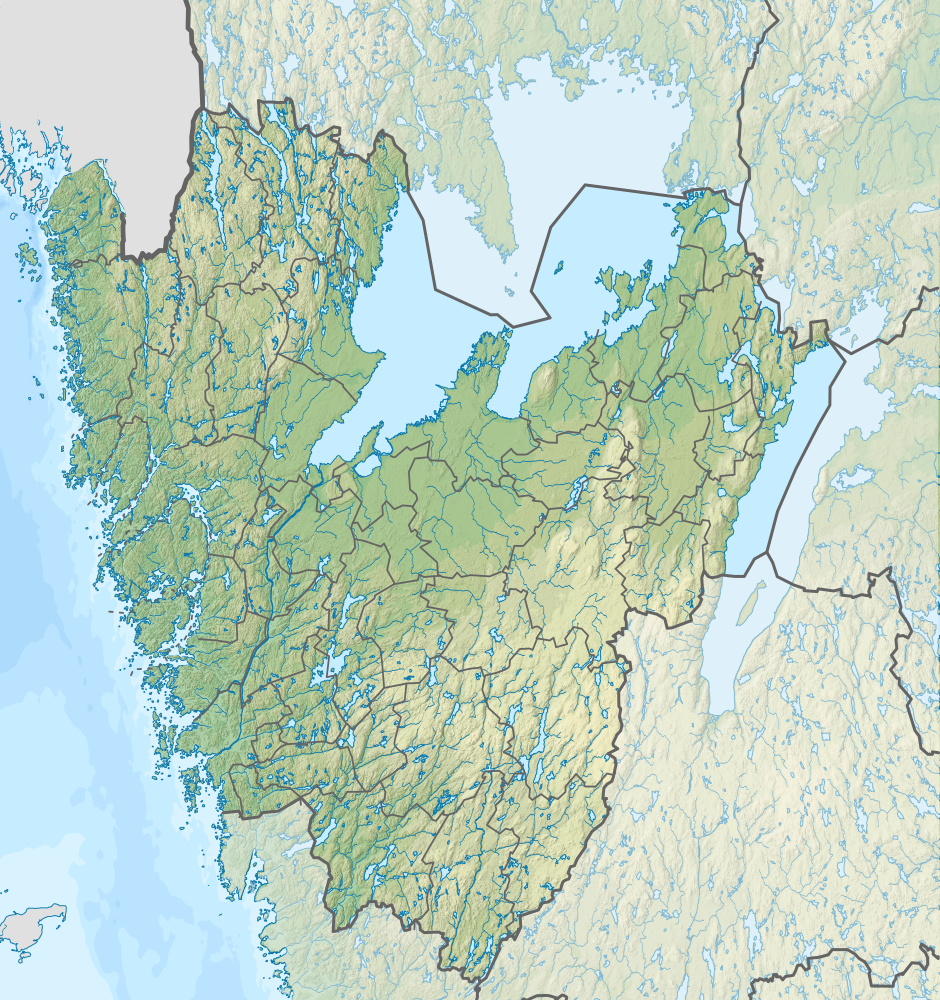
O atual condado da Västra Götaland

A Västra Götaland abrange essencialmente as províncias históricas da Västergötland, Bohuslän, e da Dalsland, e ainda parcelas da Värmland e Halland.
 Fica situada na região histórica da Gotalândia. Tem como limites o Mar do Norte a oeste, a Noruega e o condado da Värmland a norte, os condados de Örebro, Östergötland e Jönköping a este, e o condado de Halland a sul.

#### Comunas

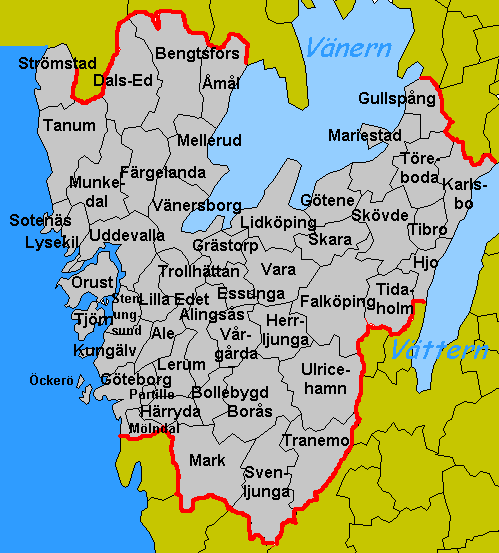
As 48 comunas da Västra Götaland

O condado da Västra Götaland compreende 49 comunas. Ulricehamn tem a maior área (146 km2) e Öckerö a menor (26 km2).

Em 2012, Gotemburgo tinha a maior população (576 089) e Dals-Ed a menor (4 700).

Em termos gerais, a maior concentracão populacional ocorre na região de Gotemburgo e nas comunas de Borås e Skövde, assim como nas 3 comunas vizinhas de Trollhättan, Vänersborg e Uddevalla.

A Västra Götaland tem hoje em dia um carácter multicultural, contando com mais de 300 000 habitantes com raízes em 130 países. Enquanto Gotemburgo tem cerca de 25% de imigrantes, a ilha de Öckerö tem apenas 4%.

- Ale
- Alingsås
- Åmål
- Bengtsfors
- Bollebygd
- Borås
- Dals-Ed
- Essunga
- Falköping
- Färgelanda
- Gotemburgo
- Götene
- Grästorp
- Gullspång
- Härryda
- Herrljunga
- Hjo
- Karlsborg
- Kungälv
- Lerum
- Lidköping
- Lilla Edet
- Lysekil
- Mariestad
- Mark
- Mellerud
- Mölndal
- Munkedal
- Öckerö
- Orust
- Partille
- Skara
- Skövde
- Sotenäs
- Stenungsund
- Strömstad
- Svenljunga
- Tanum
- Tibro
- Tidaholm
- Tjörn
- Töreboda
- Tranemo
- Trollhättan
- Uddevalla
- Ulricehamn
- Vänersborg
- Vara
- Vårgårda

#### Cidades
As maiores cidades da Västra Götaland eram em 2024:

|    | Cidade      | População |
| -- | ----------- | --------- |
| 1  | Gotemburgo  | 607 882   |
| 2  | Borås       | 74042     |
| 3  | Trollhättan | 50502     |
| 4  | Skövde      | 39 580    |
| 5  | Uddevalla   | 35 916    |
| 6  | Lerum       | 28 520    |
| 7  | Alingsås    | 27 433    |
| 8  | Kungälv     | 26 960    |
| 9  | Vänersborg  | 24 558    |
| 10 | Lidköping   | 23 656    |
| 11 | Torslanda   | 22 448    |
| 12 | Mölnlycke   | 18 392    |
| 13 | Falköping   | 17 939    |
| 14 | Mariestad   | 16 632    |
| 15 | Kinna       | 15 452    |
| 16 | Stenungsund | 14 167    |

#### Comunicações
O condado da Västra Götaland é atravessado pelas estradas europeias E6 (ao longo da costa), E20 (ligando Gotemburgo a Estocolmo) e E45 (conectando Gotemburgo e Trollhättan), assim como pela  estrada nacional 40 (passando por Gotemburgo e Borås).

A rede ferroviária do condado conta com densos transportes regionais e locais, sendo de destacar a existência de 10 ferrovias e 2 nós ferroviários (em Gotemburgo e Borås), com ligacão a Oslo (na Noruega), Karlstad, Estocolmo, Kalmar, Karlskrona, Malmö e Copenhaga (na Dinamarca).
                                                                                        Em matéria de ligações aéreas, dispõe do aeroporto de Gotemburgo-Landvetter (o segundo maior do país, a 25 km de Gotemburgo) e ainda do aeroporto regional de Trollhättan-Vänersborg (a 5 km de Trollhättan e 8 km de Vänersborg).

O condado conta com os dois maiores portos da Suécia – o porto de Gotemburgo (o maior porto comercial de mercadorias) e o porto de Brofjorden Preemraff (perto de Lysekil, vocacionado para transportes de petróleo).                                                                        

#### Economia
70% dos 700 000 empregados do condado trabalham em empresas de serviços (serviços públicos, comércio, transportes, bancos), 28% na indústria e 2% na agricultura. A Västra Götaland é a região da Suécia com mais empregados na indústria, e juntamente com a Escânia a região com mais empregados na agricultura.

As 10 empresas com mais pessoal do condado (2012):

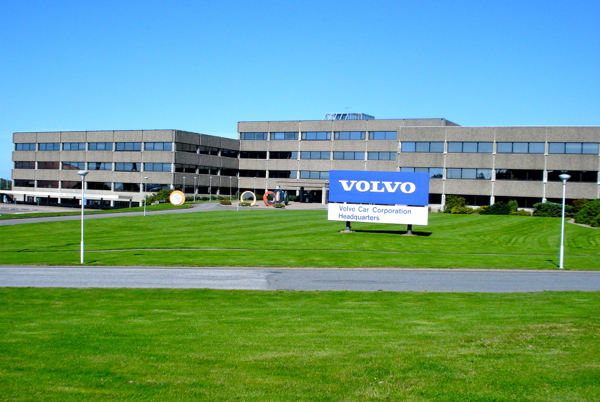
A fábrica da Volvo em Torslanda

|    | Empresa                      | Pessoal |
| -- | ---------------------------- | ------- |
| 1  | Volvo Cars                   | 13 725  |
| 2  | AB Volvo                     | 3 975   |
| 3  | Volvo Powertrain             | 3 625   |
| 4  | Ericsson                     | 3 425   |
| 5  | Samhall                      | 3 275   |
| 6  | Posten                       | 3 175   |
| 7  | Chalmers                     | 2 775   |
| 8  | SKF                          | 2 725   |
| 9  | Volvo Information Technology | 2 725   |
| 10 | GKN Aerospace Sweden AB      | 2 275   |

### Educação

#### Ensino superior
Existem várias instituições de ensino superior no condado:

- Universidade de Gotemburgo (Göteborgs universitet; Gotemburgo)
- Universidade Técnica Chalmers (Chalmers tekniska högskola; Gotemburgo)
- Escola Superior de Borås (Högskolan i Borås; Borås
- Escola Superior de Skövde (Högskolan i Skövde; Skövde)
- Escola Superior do Oeste (Högskolan Väst; Trollhättan)

## Política e administração regional

### Órgão administrativo regional
Como subdivisão regional, o condado é chefiado por um governador (landshövding), nomeado pelo governo, e tem a missão de executar as tarefas administrativas do estado nesse mesmo condado, contando para tal com o ”Conselho Administrativo do Condado da Västra Götaland” (Länsstyrelsen i Västra Götalands län). 

### O condado e a região
No mesmo território do Condado da Västra Götaland (län), opera a Västra Götalandsregionen (region). Enquanto que o condado é um órgão administrativo – cujo governador é nomeado pelo estado, a região é um órgão político – eleito pelos cidadãos, e responsável pela gestão local da saúde, transportes, cultura, etc…

### O condado na União Europeia
No âmbito da União Europeia, o Condado da Västra Götaland é uma unidade estatística do tipo (Nuts 3).

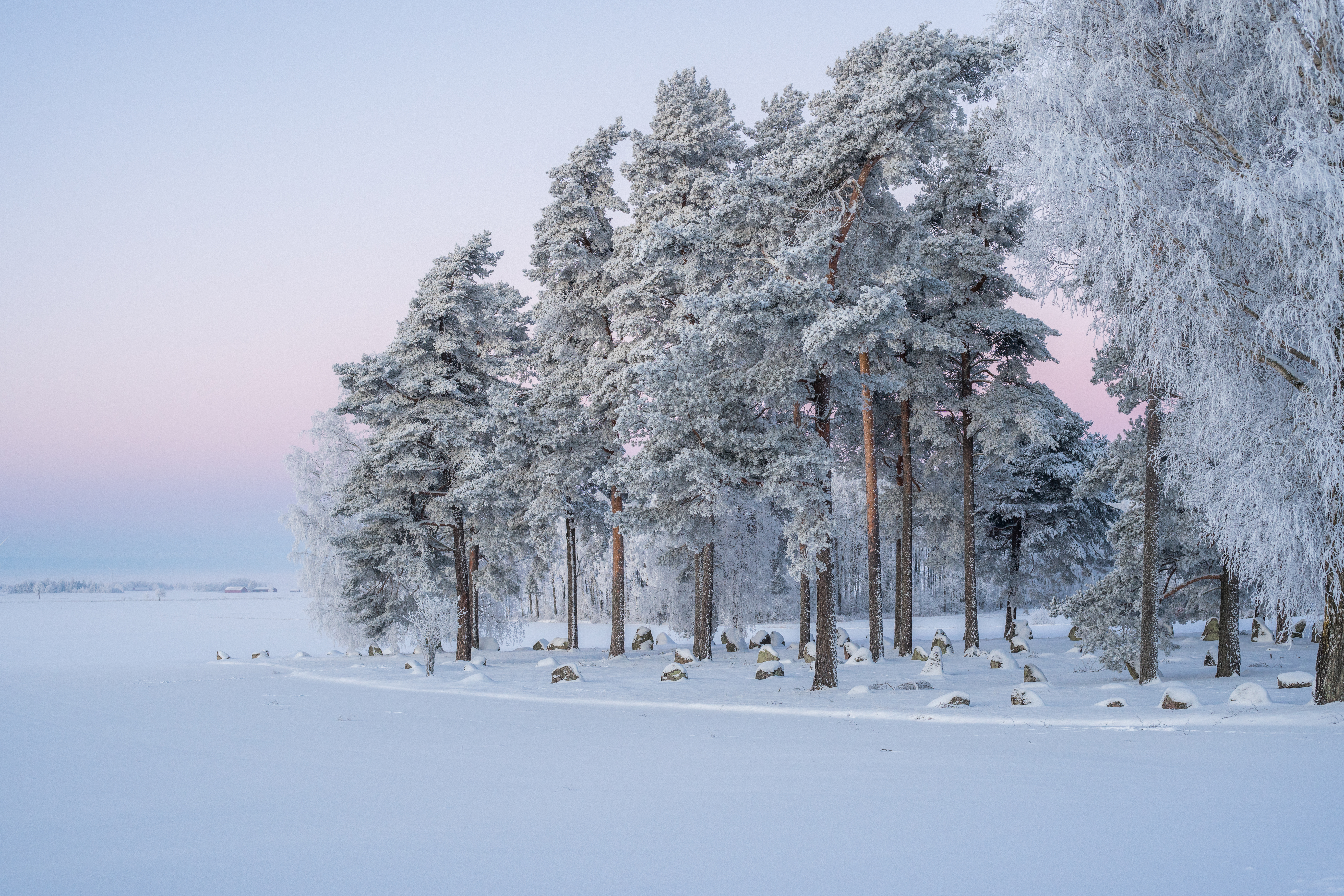
Cemitério de Brakelund em Lidköping
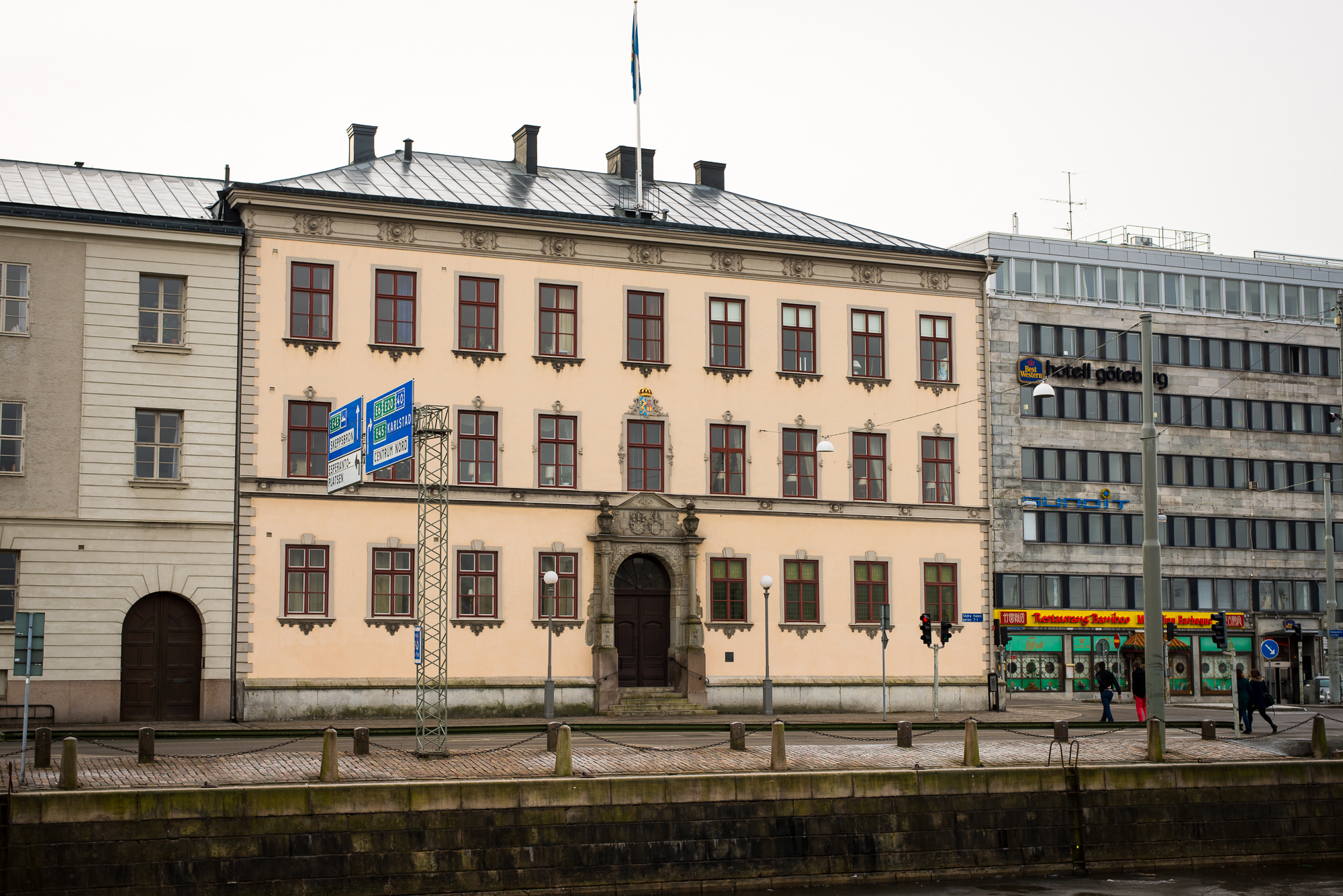
Residência do Governador-Civil da Västra Götaland
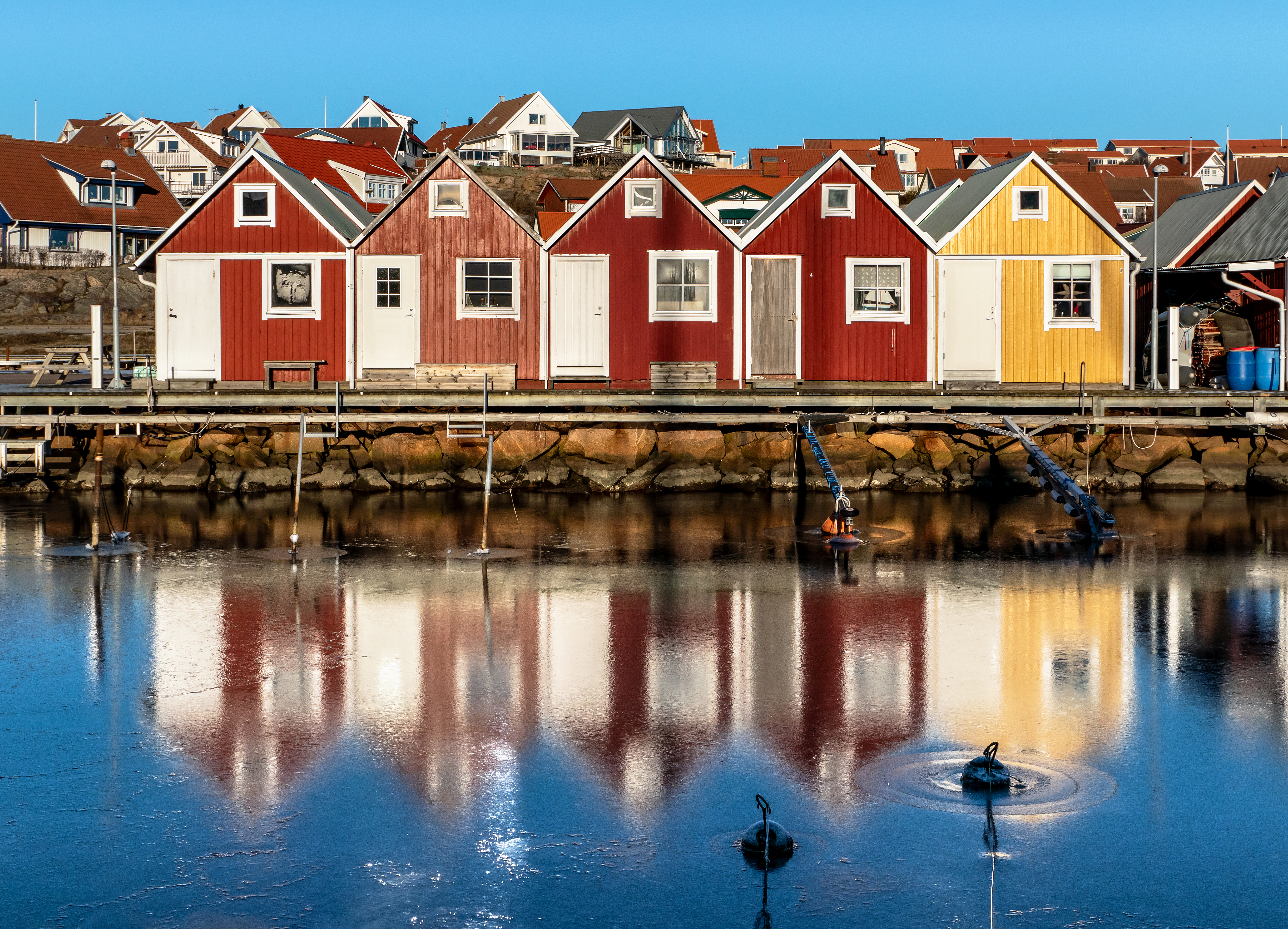
Cabanas tradicionais dos pescadores em Kungshamn